# Juillet 1971
Cette page présente les faits marquants du mois de juillet 1971.

## Évènements
- Le président Richard Nixon instaure une politique de détente entre les États-Unis, l’Union soviétique et la Chine. Le déblocage des relations avec Pékin est rendu public le 15 juillet, une semaine après le voyage en Chine de Kissinger, chargé d’y préparer une visite officielle du président.
- France : fondation du mouvement féministe Choisir par l’avocate Gisèle Halimi.
- Juillet - octobre[1] : conflits frontaliers entre la Tanzanie et l’Ouganda.

- 1er juillet, France : le stationnement payant est instauré à Paris.

- 3 juillet :
  - France : Jim Morrison, célèbre chanteur du groupe américain The Doors, meurt dans son appartement de Paris.
  - Les élections législatives en Indonésie sont l’objet d’un strict contrôle et l’organisation gouvernementale Golkar (un secrétariat de groupes fonctionnels) obtient la plupart des sièges d’un Parlement au rôle purement consultatif[2].

- 4 juillet (Formule 1) : victoire de Jackie Stewart sur une Tyrrell-Ford au Grand Prix automobile de France.

- 5 juillet, États-Unis : 26e amendement, abaissant l’âge de la majorité à 18 ans.

- 6 juillet :
  - Hastings Kamuzu Banda devient président à vie du Malawi[3].
  - Barend Biesheuvel entre en fonction comme nouveau Premier ministre des Pays-Bas.

- 7 juillet, France : inauguration du pont de Noirmoutier[4].

- 9 - 13 juillet : rencontre secrète entre Henry Kissinger et Zhou Enlai en Chine.

- 11 juillet (Chili) : nationalisation des mines de cuivre décidée par le gouvernement de l'Unité populaire de Salvador Allende. L’État contrôle la quasi-totalité de l’industrie minière (dont le cuivre) et toutes les activités jugées stratégiques (métallurgie notamment).

- 12 juillet, France : début de la destruction des Halles de Paris.

- 16 juillet : 
  - France : loi sur la formation permanente.
  - France : décision Liberté d'association.
  - Le dictateur espagnol Francisco Franco désigne Juan Carlos de Borbón pour être son successeur, avec le titre de roi d'Espagne.

- 17 juillet (Formule 1) : Grand Prix de Grande-Bretagne.

- 19 - 23 juillet : le général Nemeiry est chassé du pouvoir au Soudan par un coup d'État communiste. Il reprend le pouvoir puis est plébiscité par un référendum en septembre. Chasse sanglante aux communistes au Soudan.

- 20 juillet : indépendance des émirats du Golfe vis-à-vis du Royaume-Uni.

- 22 juillet : découverte de la Dame de Baza, une statuette en pierre polychrome du IVe siècle av. J.-C., dans le Cerro del Santuario, nécropole de l'antique cité de Basti (Baza), dans la province de Grenade.

- 30 juillet : atterrissage sur la Lune de la mission Apollo 15 et du module lunaire Falcon, à bord David Scott et James Irwin deviennent respectivement les 7e et 8e hommes à marcher sur la Lune.

- 31 juillet - 7 aout : le 56e congrès mondial d’espéranto a lieu à Londres. Il a pour thème « Le problème de la communication linguistique dans le monde actuel ».

## Naissances
- 1er juillet : Amira Casar, actrice française.
- 3 juillet : Julian Assange, fondateur de Wikileaks
- 4 juillet : Steve Rucchin, ancien joueur de hockey sur glace.
- 5 juillet : Djamal Damou, champion français de kick boxing.
- 8 juillet  : Neil Jenkins, joueur de rugby à XV gallois.
- 10 juillet : 
  - Manolo Sánchez, matador espagnol.
  - Adam Foote, joueur de hockey sur glace.
- 12 juillet : Patrick Puydebat, acteur et producteur français.
- 13 juillet : 
  - Luca Bizzarri, acteur et présentateur italien.
  - Anne Chagnaud, nageuse française.
  - Richard Groenendaal, coureur cycliste néerlandais.
  - Akiko Kawase, nageuse synchronisée japonaise.
  - MF DOOM, (Daniel Dumile, dit), rappeur et producteur musical britannique († 31 octobre 2020).
- 16 juillet : Carlos Núñez, musicien galicien.
- 17 juillet : Cory Doctorow, blogueur et auteur de science-fiction.
- 19 Juillet: 
  - Irina Kudesova, romancière, journaliste et traductrice franco-russe.
  - Corinne Vuillaume, auteur
- 20 juillet : Sandra Oh, actrice canadienne.
- 21 juillet : Charlotte Gainsbourg, chanteuse, actrice française.
- 22 juillet : Kristine Lilly, footballeuse américaine.
- 23 juillet : Hélène Escaich, lutteuse française.
- 29 juillet : Lisa Ekdahl, chanteuse de jazz suédoise.
- 30 juillet : 
  - Calogero, chanteur français.
  - Tom Green, acteur et monteur

## Décès
- 3 juillet : Jim Morrison, chanteur, auteur compositeur et poète américain (né en 1943).
- 4 juillet : August Derleth, écrivain, anthologiste et éditeur américain (né en 1909).
- 6 juillet : Louis Armstrong, chanteur et musicien de jazz américain  (né en 1901).
- 17 juillet : Cliff Edwards (Clifford Benjamin Edwards, dit), acteur et chanteur américain (né en 1895).
- 27 juillet : José Mata, matador espagnol (né en 1937).